# Гаїнген
Гаїнген (нім. Hayingen) — місто в Німеччині, знаходиться в землі Баден-Вюртемберг. Підпорядковується адміністративному округу Тюбінген. Входить до складу району Ройтлінген.
Площа — 63,31 км2. Населення становить 2196 ос. (станом на 31 грудня 2020).